# コネチカットにさよならを
『コネチカットにさよならを』（原題:The Land of Steady Habits）は2018年に配信されたアメリカ合衆国のコメディ映画である。監督はニコール・ホロフセナー、主演はベン・メンデルソーンが務めた。本作はテッド・トンプソンが2014年に発表した小説『The Land of Steady Habits』を原作としている。

## ストーリー
アンダース・ヒルは妻のヘレンと離婚し、長らく務めていた金融会社を早期退職したが、やりたいことを見つけられずに難儀していた。息子のプレストンは既に成人していたが、薬物依存が原因で経済的に自立できない状況にあった。
毎年参加していたヘレンの友人ソフィーが開くクリスマスパーティーへ今回も顔を出すが、ヘレンの友人らからは白眼視され気まずい思いをする羽目になった。家の外に出たアンダースはソフィーの息子チャーリーと意気投合し、一緒に遊ぶことにした。しかし、彼らがマリファナを吸っているのを見て、苦々しい気持ちになった。しかも、そのマリファナにはフェンサイクリジンが混じっていたのである。それが原因で、チャーリーは病院に緊急搬送されることとなった。
アンダースはヘレンに渡した家のローンを半年以上滞納しており、家は差し押さえ寸前になっていた。それがヘレンに知れてしまったため、アンダースは友人に借金を申し込みに行く。しかし話を切り出せないうちに、友人に強引にストリップクラブへ連れて行かれる。クラブのトイレで体調を崩したバーバラという女性と出会い、彼女をタクシーで送る途中、酔っ払っていたアンダースはうっかり元の家の住所をドライバーに告げてしまう。仕方なくそのままヘレンの家に押しかけ、ヘレンとプレストンを困惑させる。後にバーバラとは買い物中に偶然再会し、2人は惹かれあう。
数日後、プレストンがアンダースを尋ねてやって来た。酒屋で職を得たのはいいが、ヘレンによって家から追い出されたのだという。息子の自立を願うアンダースは故意に素っ気なく追い返した。その夜、今度はチャーリーがアンダースのもとにやって来た。チャーリーは「自分が更生施設にいる間、ペットの亀を世話して欲しい」と頼んできた。チャーリーからヘレンが再婚すると聞かされたアンダースは心の痛みに耐えかねて、チャーリーと共にドラッグを吸う。チャーリーはそれが元で命を落とすが、その遺体を発見したのはプレストンであった。薬物の乱用で命を落とす人間がいるという現実を目の当たりにして、ヘレンはプレストンを再び家に迎え入れた。
アンダースはヘレンの彼氏ドニーに家を売り、権利書をヘレンに渡す準備をしていた。そして家から車で1時間ほどのホテルに遁走し、チャーリーの葬儀は欠席する。クリスマス・イブの夜、プレストンはアンダースのホテルへ出向き、ヘレンの家へ連れてくる。ディナーへはソフィー夫妻が来ており、プレストンとアンダースはチャーリーの死の真相について詰問される。アンダースはドラッグをしたことを打ち明け、チャーリーの父親から暴行される。ソフィーはヘレンとドニーが2年前から不倫をしていたことを暴露する。
入院したアンダースをプレストンとヘレンが見舞う。皆、憑物が落ちたような表情で存在を確認し合う。ヘレンは自宅を売り、プレストンは一人暮らしを始める。アンダースはバーバラを家に呼び、手料理をふるまう。そのダイニングには洒落た水槽が置かれ、亀が楽しそうに泳いでいる。

## キャスト
※括弧内は日本語吹き替え声優。
- アンダース・ヒル - ベン・メンデルソーン（宮本充）
- ヘレン・ヒル - イーディ・ファルコ（相沢恵子）
- プレストン・ヒル - トーマス・マン（下川涼）
- ソフィー・アシュフォード - エリザベス・マーヴェル（長尾歩）
- ミッチェル・アシュフォード - マイケル・ガストン（斉藤次郎）
- チャーリー・アシュフォード - チャーリー・ターハン（髙橋孝治）
- ドニー - ビル・キャンプ（玉野井直樹）
- ラリー・イーストウッド - ジョシュ・パイス（河合みのる）
- バーバラ - コニー・ブリットン（西川侑津佳）
- ダナ - ナタリー・ゴールド
- ウェス・トンプソン - ヴィクター・スレザック

## 製作
2014年8月20日、ニコール・ホロフセナー監督がテッド・トンプソンの小説『The Land of Steady Habits』の映画化に着手したと報じられた。2017年1月、ベン・メンデルソーン、イーディ・ファルコ、トーマス・マンがキャスト入りし、Netflixが本作の配給権を獲得していたとの報道があった。2月、コニー・ブリットンの出演が決まった。3月17日、本作の主要撮影がニューヨーク州タリータウンで始まった。20日、エリザベス・マーヴェルが本作に出演することになったと報じられた。

## 公開
2018年9月12日、本作は第43回トロント国際映画祭でプレミア上映を迎えた。

## 評価
本作は批評家から好意的に評価されている。映画批評集積サイトのRotten Tomatoesには30件のレビューがあり、批評家支持率は83%、平均点は10点満点で7.1点となっている。サイト側による批評家の見解の要約は「ニコール・ホロフセナーの演出は毎度のように見事であり、俳優たちの演技も重層的である。そのお陰で、『コネチカットにさよならを』は中年期の危機を扱った作品の中でも特に見るべき価値のある作品になった。」となっている。また、Metacriticには16件のレビューがあり、加重平均値は72/100となっている。